# Лодер, Христиан Иванович
Юстус Христиан Лодер (нем. Justus Christian Loder; на русской службе Христиан Иванович Лодер) (28 февраля [11 марта] 1753, Рига, Лифляндская губерния — 4 [16] апреля 1832, Москва) — анатом, доктор медицины, профессор немецкого происхождения, работавший в Германии и России. Лейб-медик императора Александра I. Преподавал анатомию Гёте. Автор анатомического атласа Tabulae anatomicae, который считается шедевром своего времени.

## Биография
Родился в 1753 году в Риге, где его отец, выходец из Франконии, был пастором и консисториальным асессором.
Начальное образование Христиан Лодер получил в Рижском лицее (1773).

### В Германии
По окончании гимназии он продолжил обучение медицинским наукам в Геттингенском университете, окончив который в 1777 году, получил звание доктора медицины и хирургии за диссертацию « Descriptio anatomica baseoscrarnii humani». В продолжение двух лет (по 1779 год) путешествовал по Голландии, Франции и Англии, посещая лекции известнейших учёных-медиков того времени и выполняя хирургические операции под их руководством. В 1779 году Лодер поселился в Йене, где стал членом академического сената и ординарным профессором анатомии, хирургии и акушерства медицинского факультета Йенского университета, защитив в том же году диссертацию на степень доктора философии. В Йене Лодер преподавал анатомию, физиологию, хирургию, повивальное искусство, медицинскую антропологию, судебную медицину и естественную историю. Он построил здесь новый анатомический театр, учредил родильный госпиталь, при котором помощником был Шторк, и музей естественной истории, при котором помощником был Ленц. Им же была устроена медико-хирургическая клиника. В Йене Лодер занимал должность городского физиолога, упражнял своих слушателей в диспутах на латинском языке и преподавал повивальным бабкам правила акушерского искусства. В это же время Лодер издал превосходные анатомические таблицы.
В 1781 году он стал лейб-медиком герцога Саксен-Веймарского и главным наблюдателем музея. Тогда же Лодер устроил в Йене перевязочную станцию. Вскоре он стал первым придворным доктором принца Саксен-Веймарского.
В 1803 году оставив Йену, Лодер принял прусское подданство и был избран профессором анатомии университета в Галле. Кроме анатомии, он здесь преподавал все те же предметы, что и в Йене, исключая медицинскую антропологию. Он улучшил в Галле анатомический театр и устроил медико-хирургическую больницу.
В 1806 году Галле был занят французами. Лодер отверг предложение короля Вестфальского поступить к нему на службу и отправился в Кёнигсберг. Здесь в 1808 году он стал королевским лейб-медиком, а в 1809 году получил диплом на дворянство. Однако ввиду политических событий, он в 1810 году оставил прусскую службу и вернулся в пределы Российской империи.

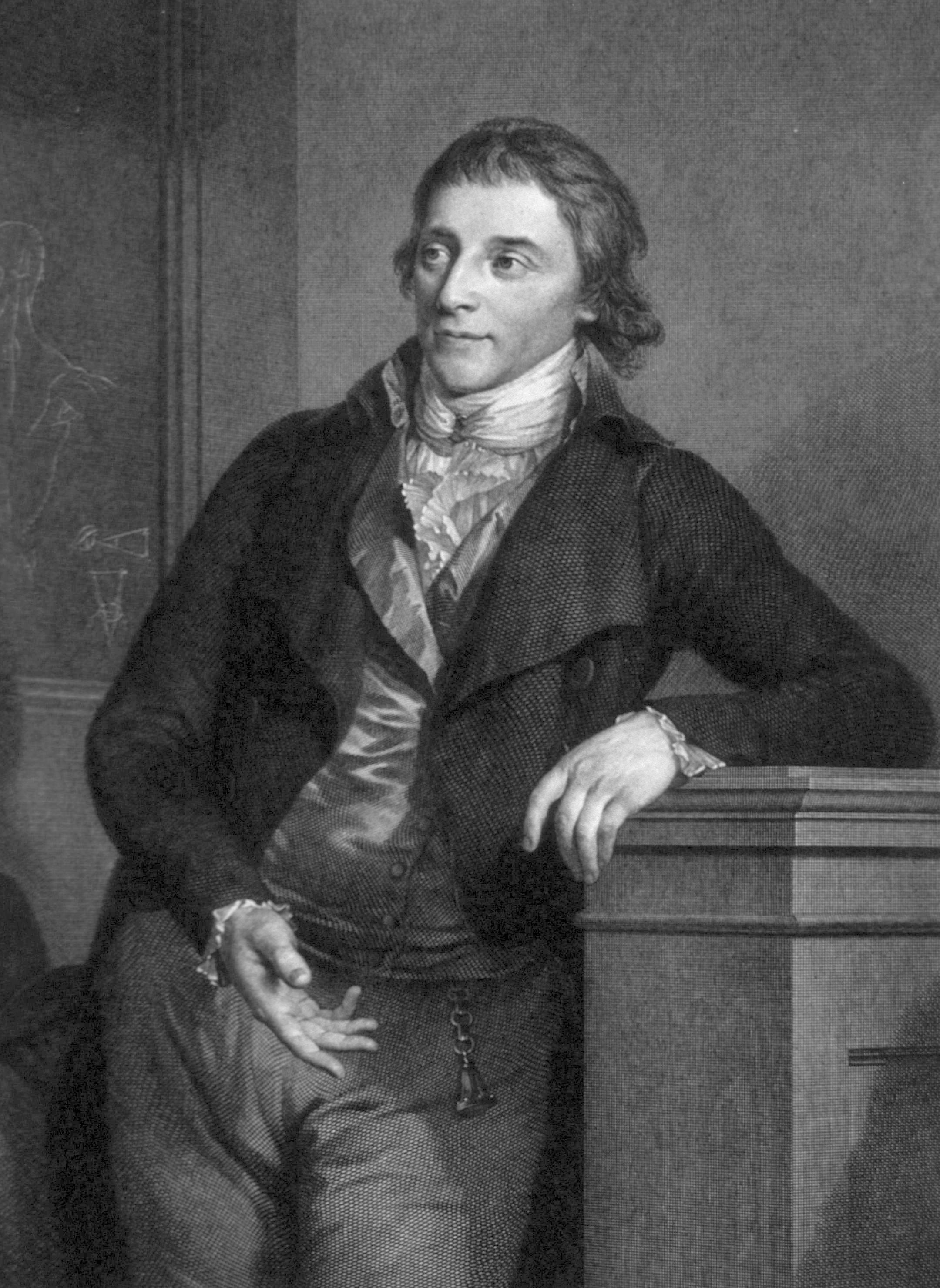
Justus Christian Loder

### В России

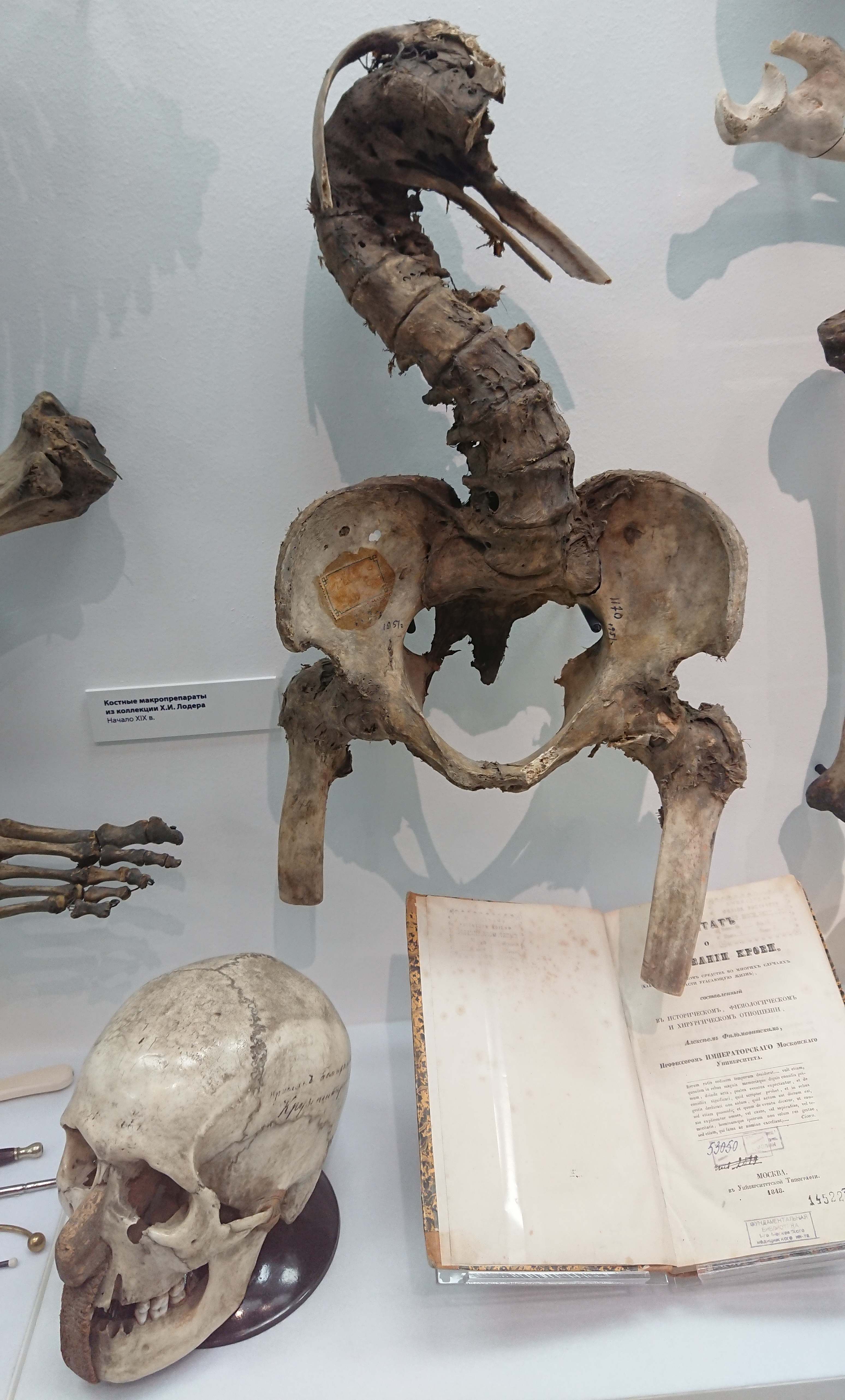
Костные макропрепараты из коллекции Х. И. Лодера

Первоначально Лодер занимался частной практикой в Петербурге. Затем был представлен императору Александру I и получил чин действительного статского советника и звание лейб-медика. До 1812 года он жил в Москве, занимался частной практикой.
В 1812 году он стал членом Медицинского совета. С началом Отечественной войны 1812 года ему было поручено устроить военный госпиталь на 6 000 офицеров и 30 000 нижних чинов. Когда французы заняли Москву, Лодер получил приказ из главной квартиры отправиться в Касимов и заняться распределением раненых по разным местам и устройством госпиталей. Он устроил госпитали в Касимове, Меленках и Елатьме. Тогда же, по распоряжению Кутузова, он устроил временный военный госпиталь на 30 000 человек. За блестящее выполнение поручения по устройству госпиталей Лодер был награждён орденом Св. Анны 2-й степени с бриллиантами. В этой войне в госпиталях, возглавляемых Лодерем, процент выздоравливавших составил 77 % — неслыханно высокий показатель для того времени.
В 1813 году он производил следствие против комиссариатского и медицинского отделения большого военного госпиталя в Москве и по окончании его заведовал госпиталем до 1817 года. Во время управления госпиталем Лодер ревизовал и другие госпитали, казармы и тюрьмы. Покровителем его был в это время граф Остерман-Толстой, которого он вылечил от раны.
В 1819 году по рескрипту Александра I у Лодера за 125 тыс. рублей был куплен для Московского университета анатомический кабинет, состоявший из 5 тыс. препаратов, приобретённых им за 40 лет в Европе. В следующие годы Лодер занялся постройкой анатомического театра в Москве по собственному плану. Этот театр стоил свыше 100 000 рублей. За эту постройку он получил орден Святого Владимира. В качестве ответного шага Лодер дал обещание безвозмездно преподавать для студентов-медиков анатомию в этом же театре для студентов Московского университета, иллюстрируя их операциями над трупами. Для этого особым указом императора он был включён в состав Московского университета в качестве почётного члена, оставаясь в то же время на придворной службе как лейб-медик императора. Тем самым Лодер занял особое место в университете: он не входил в число профессоров медицинского факультета и в Совет университета, а последний, в свою очередь не имел права контролировать педагогическую деятельность Лодера, который отчитывался лишь перед попечителем Московского учебного округа. Лодер читал лекции на латыни по собственному конспекту, из-за чего конфликтовал с Е. О. Мухиным, требовавшим перевести преподавание на русский язык. В 1826 году Лодер представил проект учебных преобразований на медицинском факультете и в упорной борьбе сумел провести его в жизнь.
В 1827 году он просил императора Николая I дозволить ему прекратить лекции по нездоровью, но государь поручил министру народного просвещения А. С. Шишкову уговорить Лодера продолжать лекции. Лодер остался до 1831 года, когда из-за расстроенного здоровья окончил чтение лекций и покинул Московский университет, подарив ему собрание анатомических инструментов и приборов.
Среди учеников Лодера — П. П. Эйнбродт, Л. Боянус и др.
Деятельность Лодера в Москве не ограничивалась университетом. Лодер участвовал в борьбе с холерой, занимался постройкой и организацией городской больницы. Вместе с Ф. Ф. Рейссом он открыл (1828) заведение искусственных минеральных вод на Остоженке (c лёгкой руки М. И. Пыляева, поведение пациентов этой лечебницы, праздно прогуливавшихся по улице, дало начало народному выражению «ходить лодырем»). Лодер свыше 10 лет был президентом церковного совета лютеранской церкви Михаила в Немецкой слободе и школы при ней (Вознесенская улица, ныне улица Радио, 17).
Умер в 1832 году и был похоронен на Введенском кладбище.

### Семья
Был дважды женат, до взрослого возраста дожили сын Эдуард и дочь Берта, которые оба жили в Германии и в Россию не переезжали.

## Интересный факт
С именем Лодера связывают происхождение русского слова «лодырь». Это произошло из-за его привычки к пешим прогулкам и к минеральным водам. Авторитет профессора Лодера был настолько высок, что российская элита вслед за ним, во-первых, массово стала ездить лечиться «на воды». А, во-вторых, богатые люди начали гулять. Простому народу это увлечение казалось бездельем — про такое времяпрепровождение говорили: «пошел лодыря гонять». Со временем, праздношатающихся людей стали называть просто лодырями. Однако, такая гипотеза происхождения слова оспаривается лингвистами, например, Фасмером.